# Стикович, Милосав
Милосав Стикович (серб. Милосав Стиковић; 23 мая 1914, Точа — июнь 1943, около Тьентиште) — югославский сербский партизан времён Народно-освободительной войны Югославии, Народный герой Югославии.

## Биография
Родился 23 мая 1914 года в деревне Точа близ Приеполья. Окончил школу, поступил в Белградский университет и вступил в рабочее молодёжное движение. Был под наблюдением белградской полиции и несколько раз задерживался.
В партизанском движении с 1941 года, один из инициаторов восстания в Санджаке. В том же году принят в Коммунистическую партию Югославии, назначен командиром 1-й партизанской роты в Милешевском срезе. После ряда облав немцев и усташей отряд Стиковича был одним из немногих уцелевших и продолжавших бои в Санджаке. В ходе войны была убита вся семья Милосава (двое его братьев погибли в бою).
Стикович участвовал со своим отрядом в битве на Сутьеске: в июне 1943 года он столкнулся с четниками и принял бой. Когда у него стали заканчиваться патроны, он застрелился, чтобы не попасть к четникам в плен.
27 ноября 1953 указом Иосипа Броза Тито посмертно награждён Орденом и званием Народного героя Югославии.